# Шемахинские ворота
Парные крепостные ворота или Шемахинские ворота (азерб. Qoşa Qala qapıları «Гоша Гала гапылары» или азерб. Şamaxı qapısı «Шамахы гапысы») — ворота, расположенные в северной стене Бакинской крепости. Шемахинскими воротами они стали называться потому, что были расположены на древнем караванном пути из Шемахи. Парные крепостные ворота находятся на пересечении улиц Беюк Гала и Кичик Гала внутри Ичери-шехер, и улиц Азиза Алиева и Истиглалият — снаружи.
Старые ворота были построены в XII веке во время строительства Бакинской крепости по приказу Манучехра III Великого, новые — в XVII веке при Шахе Аббасе I по приказу Зульфугар-хана.
После захвата Бакинского ханства русскими в 1796 г. в 1809 году был составлен план Бакинской крепости. В
1883 году при сносе второй (наружной) крепостной стены было принято решение перенести ворота Зульфугар-хана к Шемахинским воротам, что и было осуществлено в 1886 году.
Ремонтно-восстановительные работы Парных крепостных ворот осуществлялись трижды: в период Российской империи (1864 год), в годы существования АзССР (1952—1957) и в
2018—2019 годах по заказу Государственного историко-архитектурного заповедника «Ичеришехер» командой австрийского реставратора Эрика Пумера.
Размеры и форма обоих ворот почти одинаковы. Сверху над воротами, а также на всей стене, для обороны от врагов размещены машикули с бойницами.

## История
История Парных крепостных ворот связана с историй Крепостных стен Баку. В древние времена город Баку был окружён тремя рядами стен. Эти стены были возведены в различные периоды в связи с расширением города и задачами его обороны. До наших времён дошла лишь самая древняя стена, и Парные крепостные ворота размещены именно в ней.
В. М. Сысоев, исследовавший древние памятники Ичери-шехер, относит дошедшие до наших дней стены Бакинской крепости к XII веку: «Во всяком случае несомненно, что в XI в. при сельджукских султанах Баку был уже довольно значительным городом, морской гаванью, и в нём было несколько мечетей, а в XII в. была построена громадная Девичья башня; одновременно с этим, конечно, были построены и древнейшие крепостные стены».
Вторая крепостная стена располагалась впереди существующей на расстоянии около 10 метров. По Э.Кемпферу это расстояние равно 15 шагам, а по И.Березину и П.Буткову — 11 аршинам, причём вторая стена не была параллельной первой. Н.Рзаев отмечает, что расстояние между стенами увеличивается у Шемахинских ворот и достигает примерно 15 метров.
Путешественник Энгельберт Кемпфер, посетивший в период правления Шаха Сулеймана Сефевида (1667—1695) Баку в 1683 году и пробывший там 5 дней, описывая город, отмечает:
Он окружён двойными стенами, на расстоянии пятнадцати шагов одна от другой, из них внутренняя значительно выше внешней, в стене много полукруглых башен, по верху стены зубцы. Стены, которые обращены к морю, кирпичные, а остальные глинобитные. Двойные ворота в северной стене обиты железными листами. Со стороны гавани трое ворот, для более удобного доставления товаров. Рейд отмечают двойные стены города, обращённые и протянутые ещё дальше в море и как бы параллельные берегу.
В 1796 году войска Российской империи окружают Бакинскую крепость. 13 июня этого же года правитель Бакинского ханства Гусейнгулу-хан, сдавая крепость, подносит ключи от северных ворот. В настоящее время эти ключи экспонируются в Музее истории Азербайджана.
После занятия русскими Баку инженер Грузсон составляет в 1809 году план Бакинской крепости. В плане отмечены и северные ворота Бакинской крепости. Обозначение «А» показывает Шемахинские ворота в первой стене, а «Б» ворота Зульфугара во второй стене. Те и другие ворота охраняются между двумя полубашнями крепостных стен.
Надпись (китабе) над воротами Зульфугар-хана гласит:
Приказал выстроить эту неприступную крепость и твёрдую красивую стену во дни царствования высочайшего султана и величайшего хагана, владельца вый народов, подкрепляемого милостью щедрого царя (Аллаха), шаха Аббаса ас-Сафави, аль Хусейни Бахадур-хана, – да увековечит Аллах царство его, – опора блестящего царства Зульфугар-хан, в тысяча семнадцатом году (хиджры) (1608/09 г. н. л.)
Сохранившиеся до наших дней Шемахинские ворота — одни из двух обитыми железными листами ворот, которые видел Кемпфер в северной стене. Другие ворота, во второй (наружной) крепостной стене, были разрушены при её сносе в 1883 году. Новые ворота, известные как шах-Аббасовские (по надписи «Ворота Шаха Аббаса», сделанной на русском и фарсидском языках на чугунной пластинке, прикреплённой над воротами) в 1886 году были пристроены к Шемахинским воротам.
Как отмечает Н.Рзаев, среди архивных материалов строительного отдела бывшей Бакинской думы имеются данные о реконструкции Шемахинской (северной) стены и о разборке второй стены с переносом ворот Зульфугар-хана к Шемахинским воротам, рядом с ними, которые именуются ныне шах-Аббасовскими.

## Ремонт и реконструкция
Ведомость, составленная начальником бакинской инженерной дистанции военным инженер-полковником Бурмейстером в 1868 году при передаче Бакинской крепости, подробно отмечая ремонтно-реконструкционные работы, произведённые по крепостным стенам, бастионам, воротам и люнетам до 1868 году, свидетельствует о том, что Шемахинские ворота были реконструированы в 1864 году: «Шемахинские ворота в фособрейной и главной крепостной стене, когда построены неизвестно, а перестроены вновь в 1864 году из суммы инженерного департамента за 2302 р. 39 ¼ копейки серебром».
В очередной раз реставрация Парных крепостных ворот была осуществлена в 1952—1957 годах. Спустя более полувека, в 2019 году, были успешно отреставрированы Парные крепостные ворота и примыкающий к ним участок стены
. Работы по восстановлению и консервации проводила команда австрийского реставратора Эрика Пумера
.

## Архитектурные особенности
Размеры и форма обоих ворот почти одинаковы. Сверху над воротами, а также на всей стене, для обороны от врагов размещены машикули с бойницами. В проёме старых ворот,
для навески воротных полотнищ в каменную четверть, выполненные кладкой в «курт-кулаги» (гурд гулагы, волчье ухо), запущены железные крючья.
Новые ворота отличаются от старых резьбой по камню, надписями и орнаментом, расположенными по обеим сторонам этих ворот.
Ворота обрамлены двумя полубашнями. Башни составляют одно целое со стеной и возвышаются над ней на 0,6 — 0,7 м. Правая башня высотой в 9,6 м, левая — 12 м. Башни кверху незначительно утончаются: диаметр правой внизу составляет 5,67 м, наверху — 5,37 м; левой внизу — 5,7 м, а наверху — 5,67 м. Обе башни в верхней части имеют полукруглые каменные арки высотой в 1,2 метра. В верхней части башен имеются бойницы: в левой — одна, во второй — две.
Стены между проёмами и башнями абсолютно гладкие, однако вверху, ближе к машикулям, имеются сдвоенные бойницы, по форме и размерам такие, как и в башнях.
Помимо перенесённых с ворот Зульфугар-хана двух каменных плит с надписями и одной чугунной, на воротах, на самих простенках имеется ещё несколько каменных плит с надписями и орнаментами. По-видимому, они были привезены из других мест и при строительстве шах-Аббасовских ворот вмурованы в кладку, как украшение. Размещены они следующим образом: на левой стороне шах-Аббасовских ворот со стороны города имеются два камня, со стороны крепости на арках — один; на последнем видна арабская надпись, говорящая о строительстве какой-то мечети.
Высота проёма шах-Аббасовских ворот составляет 9,63 м, Шемахинских — 9,53 м.
При строительстве Парных крепостных ворот использовался песчаник и известняк. Кладка шах-Аббасовских ворот, как известно из сметы и условий кондиций, выполнена на известковом растворе. При кладке более старых Шемахинских ворот применялся, вероятно, как известковый, так и глиняный растворы.